# Pandemia de gripe A (H1N1) de 2009-2010 en Argentina
El virus de la influenza A (H1N1) (también llamado inicialmente virus de la gripe porcina o como de la nueva gripe) arribó a la Argentina a finales de abril de 2009, por medio del contacto aerocomercial con las áreas endémicas, principalmente México y Estados Unidos. De esta manera, Argentina se convirtió en el octavo país en reportar casos de gripe A en el continente americano.
La Organización Mundial de la Salud (OMS) y las autoridades sanitarias argentinas expresaron desde un inicio su preocupación por el hecho de que la inminente llegada del invierno austral, podría causar que el efecto de la pandemia en el hemisferio sur fuera "mucho más grave" que el de México, provocando un repunte de la epidemia a nivel global. La gripe o influenza es esencialmente una enfermedad estacional que adquiere su mayor prevalencia en invierno.
El 7 de mayo se confirmó el primer contagio de un hombre procedente de la Ciudad de México que había ingresado al país sin síntomas el 24 de abril. El segundo caso fue detectado el 22 de mayo. Hacia finales del mes de mayo se inició el contagio comunitario en algunas escuelas del norte de la Ciudad de Buenos Aires y del Gran Buenos Aires, principal zona afectada por la epidemia.El 27 de abril, el sistema de salud argentino fue declarado en estado de alerta, cuando aún no se había registrado ningún caso en el país.
El 15 de junio se anunció la primera muerte, una bebé de 3 meses en el Gran Buenos Aires. En la segunda quincena de junio, coincidiendo con el inicio del invierno, el virus se transmitió de manera sostenida en Buenos Aires y se expandió hacia otras zonas del país, en especial la Provincia de Santa Fe, con epicentro en la Ciudad de Rosario.
El 29 de junio el gobierno decidió el cierre de los establecimientos educativos durante todo el mes de julio, una medida que involucró a 11 millones de estudiantes. Las medidas de las autoridades apuntan principalmente a limitar los contagios durante los meses de invierno, hasta el comienzo de la primavera el 21 de septiembre.
Al 24 de julio se habían confirmado 206 muertes atribuidas al virus, llegando a quintuplicarse la demanda hospitalaria habitual.[cita requerida] La zona más afectada fue el Gran Buenos Aires, donde viven unas 12 millones de personas, estimándose que hasta un 10% de la población de esa región, es decir 1.200.000 de personas, podrían verse afectadas por la pandemia de gripe A. También se vio muy afectada la Provincia de Santa Fe, en especial la Ciudad de Rosario, donde se habían confirmado 43 muertes hasta el 22 de julio, la mayor tasa de mortalidad del país en relación con la población (4,3 muertes c/ 100.000 hab.).
La epidemia alcanzó su pico máximo en la semana epidemiológica 26 (28 de junio al 4 de julio), a partir de la cual los casos comenzaron a disminuir, aunque con variaciones regionales.
Durante la misma fueron hospitalizadas 14.160 personas por afecciones respiratorias y se notificaron un total de 1.479.108 casos de Enfermedad Tipo Influenza (ETI), lo que implica el 3,5% de la población.
El impacto de la pandemia fue considerablemente menor que el causado anualmente por la epidemia de gripe estacional, que oscila en los 4.000 muertos por año, y una tasa de contagio que oscila entre el 10% y el 20%. El Plan de Contingencia elaborado en 2006 para enfrentar una eventual pandemia de gripe, estimaba que los muertos podrían llegar a unos 13 000 en caso de una tasa de contagio moderada (15%) y a 30.000 en caso de una tasa de contagio grave (35%).

## Antecedentes
En el siglo XX se produjeron tres notables pandemias de gripe o influenza:
- 1918-1920: la mal llamada gripe española, causada por el virus H1N1. Murieron 50 millones de personas.
- 1957-1958: la gripe asiática, causada por el virus H2N2. Murieron 2 millones de personas.
- 1968-1969: la gripe de Hong Kong, causada por el virus H3N2. Murieron 1 millón de personas.

El virus de la gripe ha causado también varias alertas de pandemia en el siglo XX, incluyendo la pseudo-pandemia de 1947, el brote de gripe porcina de 1976 y la gripe rusa de 1977, todas provocadas por el subtipo H1N1.
En Argentina, la Ciudad de Córdoba registró los datos de las dos últimas pandemias de gripe, que tuvieron su manifestación local en 1957 y 1969-70, respectivamente. Según los registros, la pandemia de 1957 fue algo más grave que la de 1969-1970, alcanzando una mortalidad de 113 personas cada 100.000 habitantes para agosto de 1957, contra 103 muertes cada 100.000 habitantes en julio de 1970. Por otra parte, la tasa de ataque llegó al 25% en 1969 y al 30% en 1970.
En 1997, en Hong Kong, 18 personas resultaron infectadas y 6 de ellas murieron, en el primer caso de gripe aviaria (virus de la gripe A subtipo H5N1) en seres humanos. Como respuesta el gobierno mandó destruir a toda la población de pollos, medida que probablemente contuvo la difusión global de la enfermedad. El hecho llevó a que la Organización Mundial de la Salud (OMS) comenzara a llamar la atención sobre la difusión mundial de la gripe de las aves, y sobre la posibilidad de una pandemia (epidemia mundial) causada por un virus de gripe altamente patógeno, que podría estar también vinculado a los cerdos (gripe porcina), animales en los que conviven tanto los virus de la gripe aviaria como de la gripe humana.
En 2002 apareció el SARS en China, una neumonía atípica con alta tasa de mortalidad, que se extendió de inmediato a 29 países, y al año siguiente reapareció la gripe aviaria en humanos, también en China. En ese momento la OMS incrementó al nivel 3 la alerta de pandemia. Simultáneamente, la 56.ª Asamblea Mundial de Salud y el 44° Consejo Directivo de la Organización Panamericana de la Salud (OPS) urgieron a los países para que fortalecieran su capacidad para enfrentar una pandemia de influenza.
En 2005 la OMS estableció nuevas reglas para atender una pandemia, que incluyeron la obligación de los países de comunicar a la OMS, dentro de las 24 horas, sobre cualquier brote serio e inusual. También en 2005, la IV Cumbre de las Américas realizada en Mar del Plata, incluyó en la declaración final un compromiso sobre la necesidad de preparar "planes nacionales de prevención para combatir posibles pandemias tales como la gripe aviar".
Desde su aparición en 1997, nuevos casos de gripe aviar aparecieron en varios países de Asia y África, sumando hasta el 1 de julio de 2009, una cantidad de 436 infectados, de los cuales 262 murieron.
En Argentina, en el año 2002, el presidente Eduardo Duhalde dio la orden de comenzar el estudio de un plan de contingencia para enfrentar una posible pandemia de gripe, coordinando la acción del Ministerio de Salud y la Secretaría Nacional de Sanidad Animal (SENASA).
En 2005 el ministro de Salud de la Nación, Ginés González García, llevó adelante en Córdoba un simulacro de pandemia, y al año siguiente, junto a los ministerios de Salud provinciales, se realizó el Plan de Contingencia Integrada para Pandemia de Influenza y SARS.
Entre otras consideraciones, el Plan de Contingencia informa que:

Morbilidad: Se estima que en períodos epidémicos (de influenza) varía entre 10 al 20 % en población general pero puede elevarse al 50% en comunidades cerradas... Durante las pandemias estas tasas pueden superarse, como la observada para 1918-19 que fue mayor del 40 % en población general. Tasas de ataque del 10 % causan problemas comunitarios, del 25 % desbordan los servicios comunitarios, colapsan los servicios de salud y tasas del 50 % provocan un desastre.

A partir de los datos de la pandemia de influenza de 1969-1970 en Argentina, el plan estima dos escenarios en una posible pandemia de influenza en Argentina: un escenario moderado con un 15% de contagio y un escenario algo más grave que el de 1969-1970, con un 35% de contagio. En caso de presentarse el escenario moderado, el plan estima que habría 69.000 personas hospitalizadas y 13.215 muertes. Para el escenario grave el plan estima 136.104 hospitalizaciones y 30.834 muertes.

## El virus

### Surgimiento del virus y contagio mundial

Mapa de la pandemia de gripe A de 2009. En negro los países que han registrado muertes y en rojo los que tienen casos confirmados.

La pandemia de gripe de 2009 fue producida por un nuevo virus de la gripe o influenza nunca antes detectado, una cepa correspondiente al influenzavirus A subtipo H1N1.
No se conoce con exactitud donde apareció el nuevo virus. Algunos estudios científicos sostienen que el virus puede haber aparecido cerca de septiembre de 2008 y circulado varios meses entre seres humanos antes de que el mismo fuera individualizado como tal, el 15 de abril, en dos casos que se presentaron en marzo en los Estados Unidos en el límite con México.
En cuanto al lugar, inicialmente se difundió la creencia de que el nuevo virus había aparecido en México a finales de marzo o principios de abril del año 2009, vinculado a los establecimientos porcinos que se encuentran en ese país, pero con posterioridad los especialistas han sostenido que "es más probable que haya aparecido en cerdos de Asia y luego viajado a Norteamérica en un humano".
El 21 de abril la agencia Centros para el Control y Prevención de Enfermedades (CDC) de los Estados Unidos informó que seis días antes, el 15 de abril y luego el 17 de abril, había confirmado que dos niños de los condados de San Diego e Imperial, estado de California, sin contacto entre ellos ni con cerdos, se habían enfermado en marzo con un nuevo virus de gripe porcina A (H1N1). Ambos condados tienen en común encontrarse en la frontera con México.
El 24 de abril se volvió a encontrar el virus en la Ciudad de México, en el contexto de una epidemia que produjo 119 muertos, y que habría comenzado al menos tres meses antes, posiblemente en Veracruz. Las autoridades estadounidenses y mexicanas, así como la OMS y la OPS, recibieron severas críticas por la demora en identificar el virus e informar sobre la epidemia, ante la evidencia de que no se había cumplido la regla dispuesta por la OMS en 2005 de poner en marcha el sistema de prevención internacional dentro de las 24 horas de detectado un brote.
El 27 de abril la OMS elevó a 4 el nivel de alerta de pandemia gripal, ante la evidencia de que el virus ya se había propagado a Canadá, Europa y Oceanía y tres días después volvió a subirla al nivel 5, anunciando así que la pandemia era inminente. El hecho generó alarma internacional. Finalmente, la OMS la catalogaría como pandemia (fase 6), a partir del 11 de junio.
Sin embargo algunas voces han puesto en duda que el nuevo virus H1N1 tenga suficiente agresividad como para causar una pandemia. El 2 de junio Gennady Onishchenko, Jefe de la Inspección de Salud de Rusia, señaló que las cifras de morbimortalidad que se estaban presentando en el mundo no eran significativas:

¿Qué son 16.000 enfermos? Durante cualquier temporada de gripe, solamente en Moscú, se enferman unas 10.000 personas por día.

### Características del virus
| 1. HA: hemaglutinina tipo 1 (H1), porcino. Presente en la gripe española de 1918.  |
| 2. NA: neuraminidasa tipo 1 (N1), porcino, Eurasia. Ayudó a originar la infección. |
| 3. PA: aviario, Norteamérica.                                                      |
| 4. PB1: humano. Probablemente de la gripe de 1993.                                 |
| 5. PB2: aviario, Norteamérica.                                                     |
| 6. NP: porcino, Norteamérica.                                                      |
| 7. M: porcino, Eurasia.                                                            |
| 8. NS: porcino, Norteamérica.                                                      |

Estructura del virus H1N1 de 2009 y los 8 genes que lo componen. Fuente: Le Monde, 30-04-09.

El 6 de mayo un equipo de científicos pertenecientes a la Agencia de Salud Pública de Canadá completó la secuencia genética del virus.
Erróneamente, al comienzo se la denominó como gripe porcina, pero en realidad el virus H1N1 que inició la pandemia de 2009 es una mutación que combina diversos genes correspondientes a distintos virus de gripe porcina, gripe aviaria y gripe humana, provenientes de Eurasia y Norteamérica. Los cerdos tienen la particularidad de ser susceptibles a los virus de la gripe que también son capaces de infectar a seres humanos y aves. Por esta razón en los cerdos pueden combinarse genéticamente (reassortment) vírus de diversas especies.
Esta característica facilita la transmisión del virus, siendo aún mayor que la de la gripe estacional con tasas de morbilidad (contagio) altas, que pueden llegar al 100 por ciento, debido a que el sistema inmunitario de las personas aún no afectadas desconoce al nuevo virus, no disponiendo de defensas.
Al igual que otras enfermedades respiratorias comunes, los lugares de reunión cerrados constituyen los mejores escenarios para los contagios. Por esta razón el transporte aéreo es un medio favorable para la expansión geográfica del virus, así como las escuelas son un medio favorable para su difusión comunitaria.
Si bien los primeros datos parecían dar a entender que el virus tenía una alta tasa de mortalidad, con posterioridad y a medida que el contagio mundial avanzaba, la tasa de mortalidad no apareció como más alta que la de la gripe común.
Al 6 de julio en el mundo se habían confirmado 94.512 casos mediante análisis de laboratorio, con 429 muertos (0,045%). Sin embargo el número de casos confirmados con análisis de laboratorio parece encontrarse muy por debajo de la cantidad de personas que contrajeron la enfermedad. El 25 de junio Estados Unidos informó oficialmente que estimaba en 1.000.000 la cantidad de personas enfermas de gripe A. Una tendencia similar a no reportar la totalidad de los casos estimados, se ha señalado en otros países como el Reino Unido y Japón.
Se ha destacado sin embargo que el virus parece tener la peculiaridad de atacar a jóvenes adultos sanos. Una tendencia similar sería detectada en la Argentina. Un estudio del CDC publicado en mayo de 2009 encontró que los niños y adolescentes no cuentan con anticuerpos preexistentes contra el nuevo virus, pero que los adultos entre 18 y 64 años sí presentan anticuerpos en un 6% a 9% de los casos, mientras que los mayores de 65 años tienen defensas en un 33% de los casos.
Finalmente, el virus H1N1 es muy inestable y tiene una alta capacidad potencial para mutar en cualquier momento. Los especialistas han destacado esta posibilidad como un riesgo, especialmente si el mismo se combina con un virus de gripe aviar (H5N1).
El 12 de junio de 2009 la empresa Novartis, subsidiada por Estados Unidos, anunció haber producido el primer lote de vacunas contra el virus, pero la misma recién se encontrará disponible en la primavera austral.

## Creación del Comité de Crisis
El 26 de abril, dos días después de que se anunciara el brote en México y un día antes de que la OMS elevara la alerta mundial al nivel 4, la por entonces Ministra de Salud Graciela Ocaña reunió un Comité de Crisis y Evaluación por el brote de gripe porcina, con los principales funcionarios del Ministerio de Salud, los directores de los hospitales Garrahan y Posadas y un especialista de la Organización Panamericana de la Salud (OPS).
Ese mismo día la prensa argentina trató el tema en primera plana. El diario Clarín, el de mayor tirada del país, tituló "Gripe porcina, alerta en el mundo por un gripe difícil de combatir". En la nota, luego de señalar la alta mortalidad de virus en México (81 personas entre unos mil afectados), el periódico cita las palabras de Tomás Orduna, Jefe de Infectología del Hospital Muñiz de la Ciudad de Buenos Aires:

La peor pesadilla que se temía podía suceder con el virus de la gripe aviar, se dio con el de la gripe porcina. La liebre saltó por el lado menos pensado.

El 28 de abril el Comité de Crisis comenzó a reunirse bajo la presidencia del jefe de Gabinete de Ministros, Sergio Massa, con el fin de consensuar y coordinar las medidas a adoptar en caso de que el virus ingresara al país. El Comité incluyó también a la Policía de Seguridad Aeroportuaria, el Ministerio de Economía, la Secretaría de Transporte, la Secretaría de Medios, la Dirección de Migraciones y la empresa que opera los aeropuertos. Luego se integrarían también el ministro de Educación, Juan Carlos Tedesco, y los ministros de Salud de la provincia de Buenos Aires, Claudio Zin y de la Ciudad de Buenos Aires, Jorge Lemus.

## Estado de alerta y primeras medidas de prevención

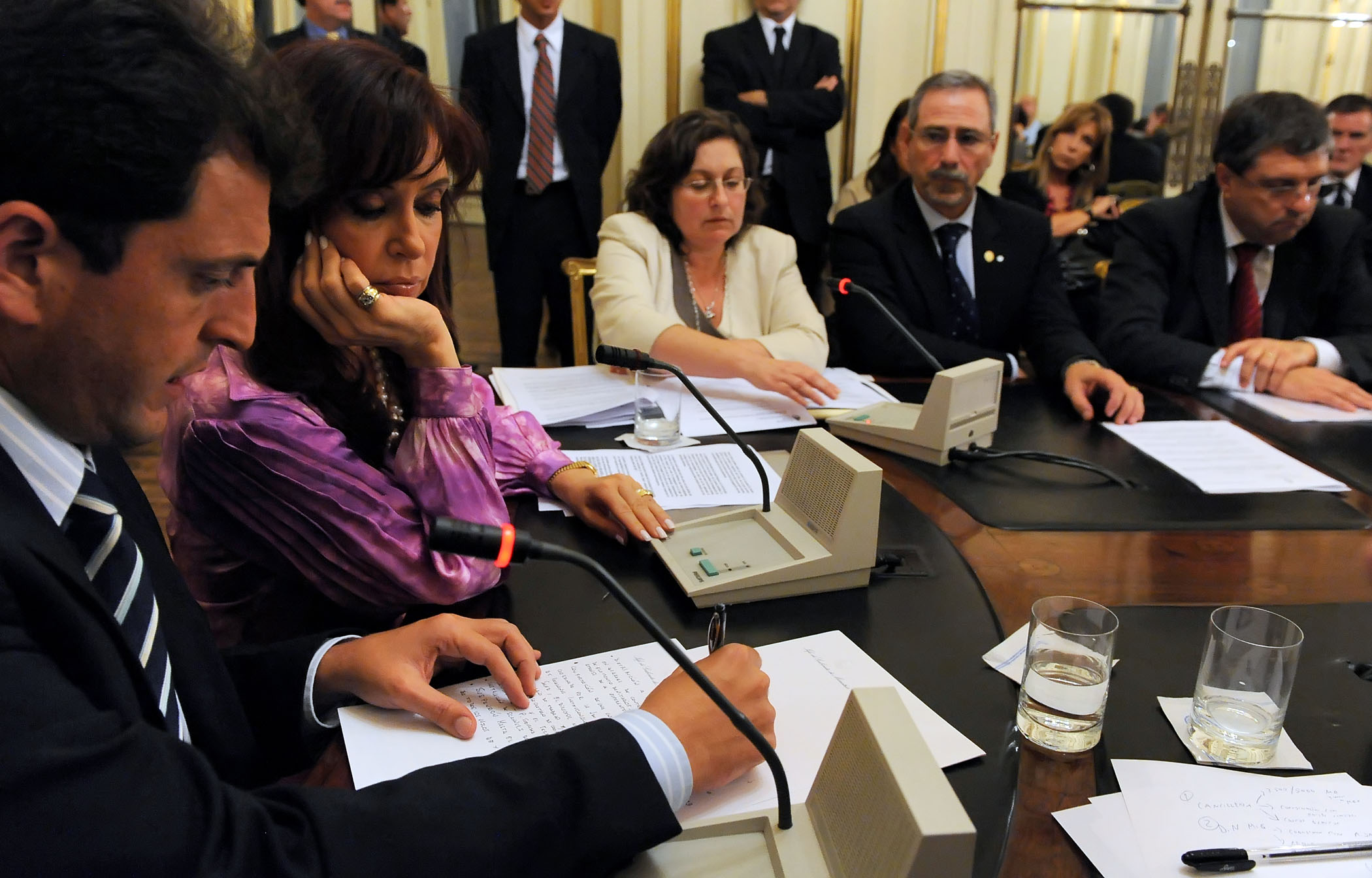
Reunión del Comité de Crisis (28-04-2009) en la cual se decidió el mayor número de medidas preventivas que el país aplicaría. De izq. a der.: el entonces Jefe de Gabinete Sergio Massa, la Presidente de la Nación Cristina Fernández, la ex Ministra de Salud Graciela Ocaña, el exsecretario de Transporte Ricardo Jaime y el Secretario de la cartera, Carlos Soratti.

El 27 de abril, el sistema de salud argentino fue declarado en estado de alerta, cuando aún no se había registrado ningún caso en el país. Tras la acumulación de situaciones sospechosas en Mendoza, Río Negro, Córdoba y en el aeropuerto de Ezeiza, las autoridades sanitarias nacionales y provinciales, en consulta con autoridades de la OMS y la OPS, lanzaron una batería de medidas de prevención ante la enfermedad, que en muchas casos generaron diversos tipos de polémicas. Entre ellas, el armado de un Comité de Crisis, el reforzamiento de los controles en las fronteras, la reserva de las 610.000 dosis de oseltamivir y zanamivir que existían en ese momento en el territorio nacional, el otorgamiento de un aumento de 18 millones de dólares al presupuesto del Ministerio de Salud de la Nación, y la suspensión hasta el 4 de mayo de los vuelos desde México DF a Buenos Aires.
Esta medida se tomó en sincronía al cierre de escuelas y lugares públicos decretado en la Ciudad de México, para poder tener un mayor nivel de operación sobre los vuelos que provienen desde otros destinos y como prevención, hasta tanto los aeropuertos internacionales sean equipados infraestructura sanitaria adecuada para enfrentar la pandemia. Francia, Italia, Gran Bretaña, Alemania, Canadá, Irán, Ecuador y Cuba tomaron medidas similares.
Tras el incremento explosivo de casos en Chile, y ante un incidente en Godoy Cruz, Mendoza, por la llegada de una persona posiblemente afectada, se propuso el cierre temporal de frontera, medida totalmente desestimada por las autoridades locales.

### Suspensión de vuelos desde y hacia México y protesta diplomática

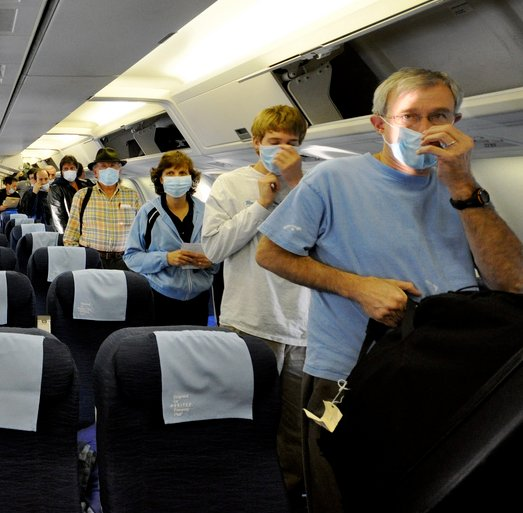
Vuelo internacional arribando a la Argentina durante la pandemia. De los 20 primeros países con mayor cantidad de arribos desde México, 19 confirmaron casos del virus antes del 25 de mayo.

El 28 de abril, dentro del plan adoptado por el gobierno nacional para enfrentar la alerta de pandemia realizada por la OMS, se decidió suspender durante una semana los vuelos entre Argentina y México, hasta el 4 de mayo, plazo que sería extendido luego hasta el 15 de mayo. La medida tuvo como fin permitir la instalación de la infraestructura sanitaria necesaria para enfrentar la pandemia en los aeropuertos argentinos, como sensores de temperatura de los pasajeros. Otros países tomaron medidas similares, entre ellos Alemania, Canadá, China, Cuba, Ecuador Francia, Gran Bretaña, Irán e Italia.
Ese mismo día, durante la conferencia de prensa en la que se anunciaron las medidas, el periodismo le preguntó al Jefe de Gabinete si "la medida que se adoptó de suspender los vuelos" había sido "consultada con la Cancillería mexicana", respondiendo el funcionario que:

Las autoridades del Ministerio de Relaciones Exteriores participaron de la reunión y están en contacto con el Ministerio de Relaciones Exteriores de México, pero la medida se tomó centralmente pensando en los argentinos. No se trata de una medida de castigo a los mexicanos -esto es importante que quede claro-, sino que se trata de una medida de fortalecer al máximo nuestro cordón sanitario para cuidar a los argentinos.
Sergio Massa

Ante la molestia del gobierno de México por la suspensión de los vuelos, el gobierno argentino coordinó el envío de material sanitario y técnicos y médicos del Instituto Malbrán para colaborar con sus pares mexicanos. El 2 de mayo, el gobierno argentino también envió un vuelo chárter a México para que los más de 200 argentinos varados en México pudieran regresar al país.
El 6 de mayo el presidente de México Felipe Calderón mencionó en un discurso la epidemia de dengue en Argentina y la de SARS en China. En una parte de su intervención, el presidente mexicano dijo:

¿Por qué otros países en África, o en América, o en Asia no registran casos? Uno, porque son muy desarrollados y están efectivamente siguiendo medidas preventivas o tal vez porque no han registrado sus casos. Por ejemplo, se dio el año pasado en Argentina un virus, una presencia, un brote de dengue muy fuerte. Se habla de miles de personas muertas. Y evidentemente que las medidas preventivas, en fin, probablemente ciertas medidas de medición y de prevención pudieron haber aportado mucho a la humanidad. Yo lo que quiero decir es que México está haciendo bien su trabajo con el mundo, estamos actuando con mucha responsabilidad, señor Gobernador. Y que no es justo y no se vale, y no sirve de nada el estarle poniendo medidas discriminatorias a los mexicanos, algo que parece en extremo.

Las palabras del Presidente Calderón fueron interpretadas como una crítica a la Argentina y China, por las medidas restrictivas adoptadas en materia aerocomercial, con el fin de limitar la transmisión del virus de la gripe porcina.
El 7 de mayo el gobierno de México informó que había hecho llegar su protesta diplomática a los gobiernos de Argentina, China, Cuba, Ecuador y Perú, por las restricciones que estos países habían establecido para vuelos provenientes a con destino a ese país. Las autoridades mexicanas sostuvieron que las medidas contravenían "disposiciones de acuerdos bilaterales vigentes en materia aérea, así como el Convenio sobre Aviación Civil Internacional", y constituían "un trato discriminatorio hacia ciudadanos mexicanos o empresas aéreas de nuestro país".
El 9 de mayo se dio a conocer que el primer caso positivo detectado fue el de un hombre proveniente de México, que había ingresado el 25 de abril, antes de la suspensión de los vuelos.
Un análisis retrospectivo del tráfico aéreo internacional confirmó un "remarcablemente fuerte grado de correlación" entre los ingresos del virus H1N1 a otros países y los destinos de los pasajeros que partían de México. De los 20 primeros países con mayor cantidad de arribos desde México, 16 confirmaron haber importado el virus H1N1 desde México antes del 25 de mayo y otros tres confirmaron la entrada del virus, aunque sin poder confirmar el origen del mismo. Solo un país, el n.º 15 (Venezuela), no informó casos del virus antes del 25 de mayo.

## Ingreso del virus al país
Desde mediados de abril el Ministerio de Salud comenzó a recibir muestras de posibles contagios, confirmándose el primer caso el 7 de mayo. Se trató de un hombre que había regresado de la Ciudad de México antes de la cancelación de vuelos, que si bien había arribado asintomático al país el 25 de abril, a los dos días manifestó los síntomas de la enfermedad. El tratamiento funcionó exitosamente y fue dado de alta. Como sucedería en adelante con las personas afectadas, no se dieron a conocer datos que pudieran individualizar al paciente, con excepción de su sexo y de su residencia en la Patagonia, siguiendo la recomendación que la Comisión Nacional de los Derechos Humanos de México había emitido para dicho país. Días más tarde comienzan a reportarse más confirmaciones de personas que habían viajado al exterior, donde se produjeron los contagios.
- el 22 de mayo se da a conocer el segundo caso, el de una mujer con residencia en Puerto Madryn, Chubut que había estado en Estados Unidos veinte días antes;[105]

- y en el reporte del 24 de mayo, se confirman tres nuevos casos; dos personas, una con residencia en la Provincia y otra en la Ciudad Autónoma de Buenos Aires, habrían tomado contacto con el virus en un reciente viaje a los Estados Unidos.[106]

El restante caso se trataría del primer contagio local, que corresponde a una persona que tomó contacto con una joven peruana durante el desarrollo del torneo hípico internacional "Sol de Mayo", organizado por el Club Hípico Argentino en su sede del barrio de Palermo de la Ciudad de Buenos Aires entre el 13 y el 17 de mayo. Los ministerios de Salud, tanto de la Argentina como del Perú, no pudieron determinar dónde la participante peruana contrajo la influenza A (H1N1). El hecho de que el campeonato de equitación haya sido un foco de contagio encendió el alerta para las autoridades sanitarias, ya que en el mismo participaron más de mil personas. Finalmente, se produjeron en el mismo siete contagios: uno de ellos dio inicio a uno de los focos iniciales de transmisión, el de Pilar, y otros dos, correspondientes a participantes uruguayos, serían los primeros casos registrados en el Uruguay.

## Inicio: contagio por nexos epidemiológicos
En la terminología epidemiológica se denomina transmisión comunitaria sostenida al momento en que una enfermedad infecciosa ya no está originada en un factor externo a esa comunidad y se extiende por contagio entre sus miembros. Internacionalmente, se considera que existe transmisión comunitaria sostenida cuando existen "cinco o más casos confirmados en un período de 7 días, sin antecedentes de viaje a países donde haya casos confirmados y sin relación con un caso confirmado en los 7 días previos".
En la etapa inicial, previa a la transmisión comunitaria sostenida, es de gran importancia la toma de muestras de todas las personas con sospecha de enfermedad, para identificar los nexos epidemiológicos causantes del contagio, las áreas afectadas y los focos, con el fin de proceder a la contención del virus. Pero una vez que se ingresa a la etapa de transmisión comunitaria sostenida, "se dejan de tomar muestras a la gente con sospecha de la enfermedad, salvo a los casos graves que requieren internación o a los enfermos de grupos más vulnerables", y se ingresa a la etapa de mitigación.

### Fase de contención
En el tratamiento de una epidemia existen dos grandes etapas: una primera etapa de contención, en la que se busca atender enérgicamente todos los casos, y una segunda etapa de mitigación, caracterizada por la toma de medidas no farmacéuticas de restricción masiva de las actividades sociales (económicas, educativas, culturales, administrativas, etc.) y la concentración de la atención médica hacia los casos más graves.
En la primera etapa de  contención, el objetivo es impedir que el virus salga de los focos detectados para mantener la infección contenida dentro de esos límites sanitarios, con el fin de ganar tiempo para organizar las medidas masivas a tomarse durante la etapa de mitigación.
Teniendo en cuenta que las escuelas se tornaron el principal foco de contagio, la principal medida de contención fue el cierre de las escuelas en las que se detectaban casos de infección. El 26 de mayo, el gobierno nacional ordenó suspender las clases por 72 h en aquellas escuelas en las que se hubieran detectado casos sospechosos, y por 14 días en aquellas en las que se hubieran confirmado.
El Secretario de Salud de la Nación, Carlos Soratti, explicó que la medida de cerrar escuelas estaba avalada por trabajos científicos internacionales que muestran que si no se efectúa ninguna intervención, el contagio puede llegar a afectar al 42% de la comunidad escolar, pero con suspensión de clases y recomendación de aislamiento voluntario, se disminuye la posibilidad al 11,6%. El criterio establecido por el gobierno nacional para la etapa de contención fue seguido por todas las provincias y la Ciudad de Buenos Aires, sin manifestar desacuerdos con él mismo. El 15 de junio, la Viceministra de Salud de Santa Fe, Débora Ferrandini, sostuvo que "entendemos que el cierre de escuelas es una medida de contención; si se presentan casos como el del La Salle y del Stella Maris se cerrarán las escuelas;... sigue siendo útil un aislamiento social con las suspensión de clases para evitar que se propague y haya contagios".
Hacia la primera semana de junio, unos 49 establecimientos educativos mantenían cerradas sus puertas o suspendidas divisiones.
Cuando el virus ya se encuentra extendido en la comunidad, fuera de los focos de contagio, los cierres preventivos de escuelas puntuales y otros centros de reunión comunitaria, así como el análisis de cada caso sospechoso, se vuelve inefectivo ante la masividad de la epidemia. En cada zona los expertos debatieron y en ocasiones discreparon sobre el mejor momento de abandonar las medidas puntuales de contención, para ingresar decididamente a una estrategia de mitigación, caracterizada por medidas de restricción masiva de las actividades sociales y el abandono del enfoque caso por caso, pero también por el alto costo que implica la caída abrupta de la actividad económica. Finalmente el momento de pasar de las medidas de contención a la etapa de mitigación dependió de la situación concreta de cada área geográfica afectada.
En la segunda semana de junio las autoridades sanitarias de la Provincia de Buenos Aires comenzaron a señalar que, en el Gran Buenos Aires, el virus ya se había diseminado y que allí ya era necesario comenzar a tomar medidas de mitigación. En ese momento algunos medios de comunicación difundieron la noticia de que existían diferencias de criterios entre las autoridades nacionales y las autoridades bonaerenses sobre el cierre puntual de escuelas en las que se hubieran detectado casos. El 11 de junio el diario Infobae abrió una sección en su sitio web titulada "Debate: ¿Cree que es efectivo el cierre de los colegios por la gripe A?", a fin de que la población discutiera la medida sanitaria.[cita requerida]
 El mismo diario tituló un artículo "La OMS no recomienda la suspensión de las clases por el avance de la influenza A", en la que un funcionaario de la OPS explicaba que "no es una recomendación de la OMS porque eso varía de país a país; es difícil una recomendación de ese tipo que sea aplicable a cada pueblo del mundo".
El 16 de junio el Ministerio de Salud de la Nación informó en el Parte N.º 49, que se modificaba la definición de "caso sospechoso" en la Ciudad de Buenos Aires, el conurbano bonaerense y la ciudad de La Plata, a las que se consideró como "áreas con transmisión extensa", dando así por terminada la etapa de contención en esa región, aunque manteniéndola para las restantes zonas del país.

### Área Metropolitana Buenos Aires (AMBA)
El contagio comunitario de la pandemia en Argentina, se inició en la segunda quincena de mayo dentro de las aulas escolares de la zona norte del Área Metropolitana de Buenos Aires (AMBA). El 25 de mayo el gobierno informó que se habían confirmado 14 casos positivos, trece de los cuales correspondían a alumnos de la escuela primaria Fray Mamerto Esquiú del barrio de Belgrano de la Ciudad de Buenos Aires y el restante a un estudiante de quince años del colegio secundario Del Pilar, ubicada en el municipio del mismo nombre, en el conurbano bonaerense. Los trece casos confirmados de Belgrano sufrieron el contagio a través de una compañera de 11 años que había visitado Disney World en Orlando, Florida, EE. UU.. El caso de Pilar sufrió el contagio en un torneo de equitación realizado en el Club Hípico Argentino, de la Ciudad de Buenos Aires. En el mismo anuncio, el gobierno informó que existían otros casos sospechosos sobre los que esperaban resultados y que se había decidido cerrar por 14 días las dos escuelas en las que se encontraban los casos confirmados y, preventivamente, otras dos escuelas más en Belgrano y Pilar.
Cinco días después, el 30 de mayo, los casos positivos confirmados alcanzaron los 100, y otros tres establecimientos fueron cerrados, siempre en las zonas del barrio de Belgrano y de Pilar.
El 1 de junio, con 131 casos positivos, el Secretario de Salud de la Nación, Carlos Soratti, indicó que el 90 por ciento de los casos positivos estaba relacionado con las comunidades educativas de colegios de Capital y el Gran Buenos Aires, todos con nexo epidemiólogico, es decir que podía determinarse la fuente de contagio, por lo que técnicamente puede considerarse que ya se encontraba configurada la situación de transmisión comunitaria sostenida. El parte diario del Ministerio de Salud del 7 de junio, también daba cuenta que "el 74% de los casos confirmados (215) pertenecen a niños entre 5 y 17 años, que asisten a 17 escuelas
de ciudad de Buenos Aires y provincia de Buenos Aires".
El virus se expandió a partir de las comunidades escolares del Área Metropolitana de Buenos Aires, duplicando aproximadamente los casos confirmados cada semana, una velocidad similar a la que registraría el Reino Unido un mes después.
Existen varios factores que colaboraron para la difusión del virus. Uno de los colaboradores centrales fueron las bajas temperaturas que se registraron en ese momento, en la segunda mitad del otoño austral, que impulsó a la población en general y a los escolares en particular, a quedarse en lugares cerrados, favoreciendo así la transmisión de la enfermedad. El segundo factor a destacar es la gran aglomeración urbana que constituye el AMBA, con más de 13 millones de habitantes. En tercer lugar, Buenos Aires es un punto de concentración de población de todo el país, tanto por actuar como hub de la mayor parte de los vuelos nacionales y regionales, como por ser la principal conexión hacia el exterior y ser sede de las autoridades nacionales y las principales empresas.

### Santa Fe y Rosario

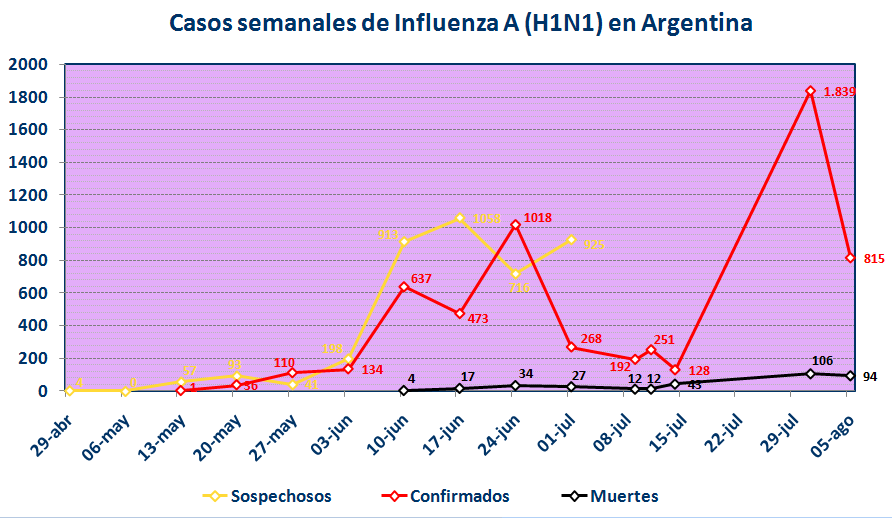
Evolución del registro de nuevos casos por semana. Puede observarse un marcado ascenso iniciado a finales de mayo, relacionado al inicio de la fase de contagio comunitario.

La Provincia de Santa Fe constituyó el segundo distrito más afectado, en especial el Gran Rosario, área urbana de 1,2 millones de personas.
El primer caso fue detectado el 28 de mayo en la escuela Stella Maris del barrio de Fisherton, en el noroeste de la ciudad de Rosario, al que asistía una niña de cinco años que había estado el fin de semana anterior en la Ciudad de Buenos Aires, donde se contagió de su primo, alumno de la escuela Esquiú del barrio de Belgrano, en la que se inició la transmisión.
El 23 de junio el Ministerio de Salud de la Provincia de Santa Fe publicó el primer parte sobre la gripe A, informando que ya se habían confirmado 33 casos positivos, de los cuales 26 se habían registrado en el Gran Rosario.
Los datos informados por el gobierno provincial para su distrito, no coincidían con la información para el mismo distrito incluida en el parte diario nacional, que para el mismo día consignaba que los casos confirmados eran 24. Esta diferencia entre ambos partes se mantendría unos días, durante los cuales el parte provincial consignó tanto mayor números de casos confirmados como de muertos.

### Tierra del Fuego
El 20 de junio María Grieco, la ministra de Salud de la Provincia de Tierra del Fuego, informó que se habían confirmado los dos primeros casos, y que se esperaba el resultado de otros 58 casos sospechosos, 45 de ellos en Ushuaia y 13 en Río Grande. Para el 22 de junio ya se habían confirmado 22 casos.

### Resto del país
Hacia el 22 de junio, sólo el Área Metropolitana Buenos Aires (AMBA), la Ciudad de Rosario y Tierra del Fuego tenían más de 20 casos confirmados. Luego les seguía Córdoba (9), Salta (6) y Neuquén (5). Con 4 casos confirmados aparecían Misiones, Tucumán y Santa Cruz. Con entre 1 y 3 confirmaciones estaban Chaco, Chubut, Jujuy, Provincia de La Pampa, Mendoza, Río Negro, San Juan y San Luis. Sin casos confirmados se encontraban el resto de las provincias.

### Difusión de la información
La difusión de la información correspondió al Ministerio de Salud de la Nación y a los ministerios de Salud de las provincias y la Ciudad de Buenos Aires, y en algunos casos también a los municipios con hospitales bajo su dirección.
El gobierno nacional comenzó a publicar partes diarios numerados del estado de situación el 29 de abril. Varios municipios bonaerenses comenzaron a publicar datos sobre pacientes hospitalizados y fallecimientos a partir del 22 de junio. La Provincia de Santa Fe comenzó a publicar partes periódicos no diarios el 23 de junio. La Provincia de Buenos Aires comenzó a comunicar partes diarios el 2 de julio. La Ciudad de Buenos Aires, por el contrario, no publicó partes periódicos informativos de la situación.
Tras la renuncia de la ministra Ocaña el 29 de junio, los partes diarios dejaron de publicarse hasta el 4 de julio. El jefe de Gabinete del Ministerio de Salud de la Nación, informó en ese momento que "se dejaron de contar todos los pacientes porque las tasas de infección y letalidad se calculan al principio de la epidemia, cuando es necesario saber qué virus es el que ataca, por eso se hacía hisopado a todos los pacientes". La Dra. Elsa Zerbini, directora del Instituto Nacional de Enfermedades Respiratorias “Dr. Emilio Coni” de Santa Fe, explicó también que una vez que se ingresa a la etapa de transmisión comunitaria sostenida "se dejan de tomar muestras a la gente con sospecha de la enfermedad, salvo a los casos graves que requieren internación o a los enfermos de grupos más vulnerables".

### Primeros fallecimientos
El 15 de junio se confirmó el primer fallecimiento causado por el virus H1N1. Se trató de una beba de 3 meses, que se encontraba internada en el Hospital Posadas, ubicado en el conurbano de Buenos Aires. Había tenido un nacimiento prematuro y problemas pulmonares, que fueron agravados por el virus, y finalmente falleció.
En ese momento se habían confirmado 733 casos positivos en el país, y otro tanto era sospechoso. Un día después, se confirmaron otras tres muertes y otros 138 casos positivos. La progresión de fallecidos llegó a 44 para fin del mes de junio, con una estimación de 100.000 personas infectadas (0,25% de la población total). Las autoridades informaron también que la cantidad de personas que fallecen a causa de la gripe estacional en la Argentina, promedia los 4.000 casos cada año. Por otra parte, el Plan de Contingencia elaborado en 2006 para enfrentar una eventual pandemia de gripe, estimaba que los muertos podrían llegar a unos 13 000 en caso de una tasa de contagio moderada (15%) y a 30.000 en caso de una tasa de contagio grave (35%).

## Transmisión sostenida en Buenos Aires y focos en el resto del país

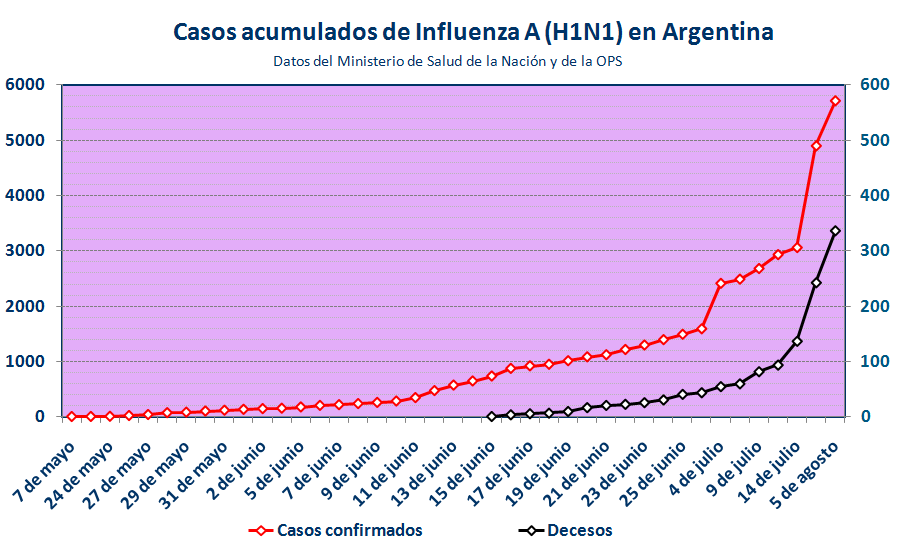
Gráfico acumulativo de casos.

Luego de la declaración de la enfermedad como pandémica por parte de la OMS el 11 de junio y su ingreso a la fase 6, el 17 de junio las autoridades sanitarias argentinas informaron que en el país se presentaban dos áreas diferenciadas según la categoría de transmisión de la enfermedad:
- Transmisión extensa: en el Área Metropolitana Buenos Aires (AMBA), zona que incluye la Ciudad Autónoma de Buenos Aires, los 24 municipios que integran el conurbano bonaerense y el Gran La Plata. La transmisión es considerada «extensa», con base en la cantidad de casos confirmados, los grupos de edad afectados, la distribución de los mismos, y la imposibilidad progresiva de establecer un nexo claro entre ellos;
- Sin transmisión extensa: el resto del país.[142]

Al igual que los primeros contagios, producidos por viajes a otros países con transmisión comunitaria sostenida, los casos por viajes a Buenos Aires fueron los primeros detectados en varias ciudades del Interior. El primer contagio de este tipo se dio en la ciudad de Mar del Plata, y luego habría otros en el Chaco, Rosario y San Miguel de Tucumán. Hacia finales de junio, 20 provincias, sobre un total de 23, habían confirmado casos en sus territorios. El primer caso fatal en el Interior se registró en la provincia de Misiones, el 25 de junio.

### Fase de mitigación

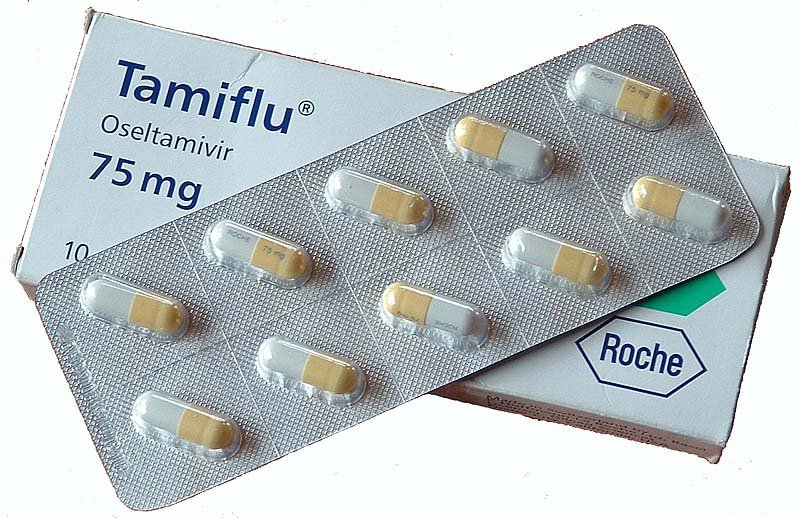
Tamiflú, presentación comercial del oseltamivir. Todas las dosis en el país fueron reservadas por el Estado, aunque un remanente del laboratorio fue puesto a la venta directa. El remanente se agotó en un par de días, a pesar de un incremento en su precio superior al del 30%.

El 16 de junio se inició la fase de mitigación en el Gran Buenos Aires. Esto significó la adopción de una estrategia orientada a toma de medidas restrictivas masivas, a profundizar la vigilancia epidemiológica y en apuntar fundamentalmente a los grupos de riesgo, donde se produjeron los casos más graves. Dentro de este grupo se incluyen a los niños que tienen entre 6 y 23 meses en situaciones de vulnerabilidad, y de entre 6 meses a 2 años, en caso de que tuviesen complicaciones durante el parto, los mayores de 65 años, adultos y niños con afecciones pulmonares y cardiovasculares, y pacientes con enfermedades metabólicas o que presentan inmunodeficiencias. También se suman los grupos que pueden transmitir la gripe a personas de alto riesgo: médicos, enfermeras, y aquellos que ocupan funciones críticas en caso de epidemia.
Dentro de esta estrategia, y ante el colapso del sistema de guardias, se dispuso una red de consultorios especiales en los hospitales bonaerenses y porteños, y se envió una nueva partida para la asistencia ante la epidemia, de unos 22 millones de dólares, que incluyen la compra de dos millones de dosis antivirales.

### Elecciones y renuncia de la ministra de Salud

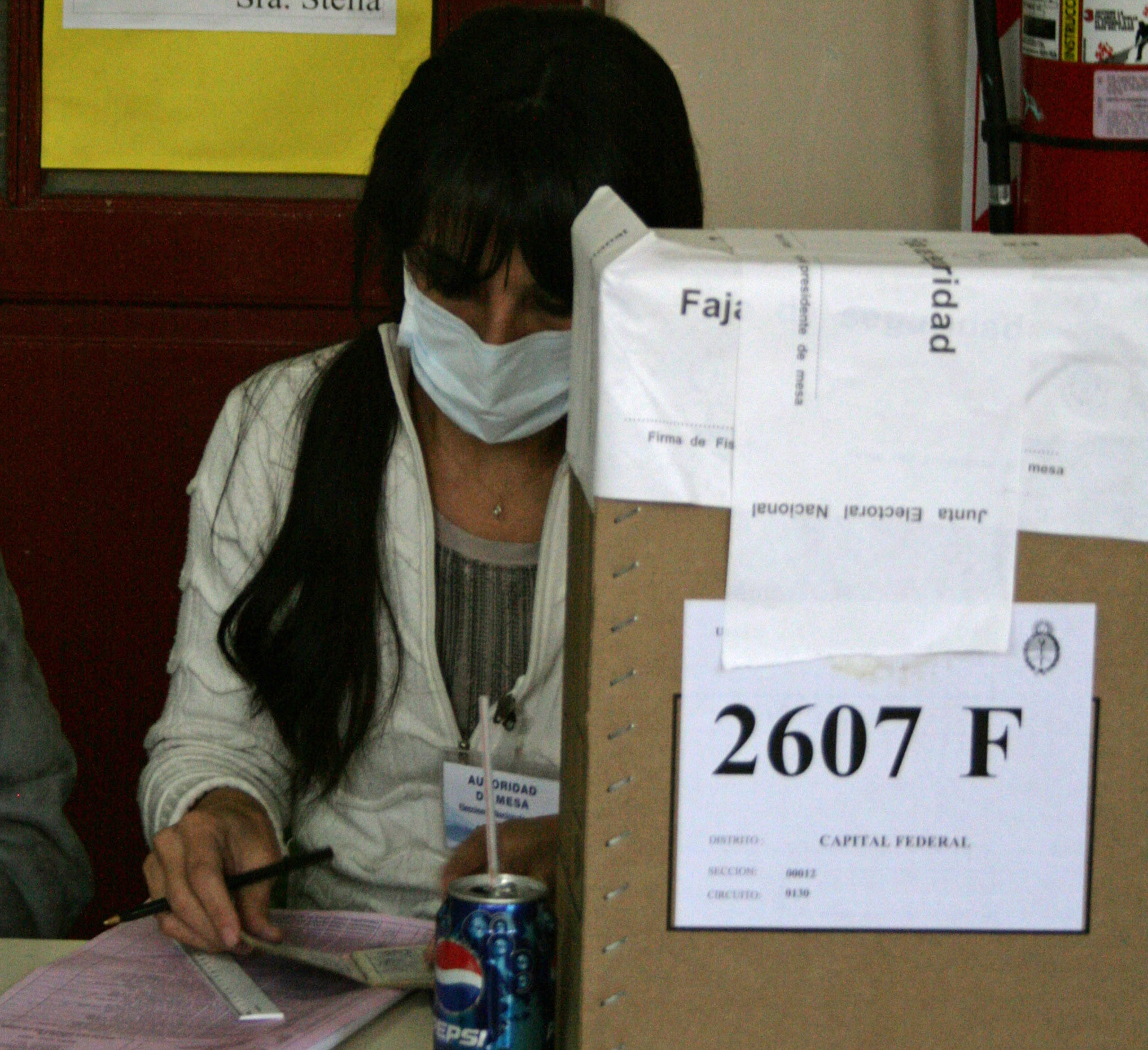
Presidente de mesa con barbijo de protección durante elecciones legislativas del 28 de junio de 2009.

El 28 de junio, se realizaron en todo el país elecciones legislativas. En el Congreso Nacional, ningún legislador ni partido político solicitó suspender las mismas. Tampoco llamaron la atención sobre el hecho los medios de comunicación ni los especialistas u organizaciones científicas.
Sin embargo en algunas provincias se debatió la cuestión. En Tierra del Fuego, el Movimiento Popular Fueguino inició una acción judicial solicitando que se postergaran dos semanas las elecciones en ese distrito, debido a la gran cantidad de infectados que se registraban. La solicitud fue rechazada tanto por el gobierno de la Coalición Cívica como por la jueza federal María Servini de Cubría, quien sostuvo en su resolución que "no se encuentra configurada la situación epidemiológica que amerite la suspensión del acto eleccionario".
También algunas entidades menores, como la Asociación Civil Padres del Dolor de Córdoba, alertaron sobre el hecho y presentaron un recurso de amparo ante la justicia para que se suspendieran las elecciones, que fue rechazado.
Con posterioridad aparecieron opiniones que consideraron que las elecciones debieron haberse suspendido. El 3 de julio, Mirta Rosses, directora de la Organización Panamericana de la Salud (OPS), sostuvo que haber realizado las elecciones fue un error y que las mismas fueron un importante factor de propagación de la epidemia.
Inmediatamente después de las elecciones legislativas realizadas el 28 de junio, esa misma noche, renunció la ministra de Salud, la abogada Graciela Ocaña, cuya continuidad ya había sido cuestionada debido a la respuesta de esa cartera ante la epidemia de dengue declarada en el verano, quien venía sufriendo fuertes críticas tanto de la oposición como de los sindicatos y grupos internos del oficialismo.
Por su parte, en la Provincia de Santa Fe, el gobernador de la provincia, Hermes Binner, declaró el 30 de junio que no había razones para suspender las elecciones internas que iban a realizarse el domingo 5 de julio y que la epidemia no tenía “nada que ver con las gripes comunes que hemos tenido, que tienen una tasa de mortalidad mucho más alta”. Pese a ello, el 2 de julio de 2009 la Legislatura provincial suspendió la realización de las elecciones.

### Emergencia sanitaria
Durante la segunda quincena de junio el Comité de Crisis, funcionarios de las diversas jurisdicciones involucradas, expertos y periodistas debatieron sobre las ventajas y desventajas de que se declarara la «emergencia sanitaria nacional», medida que en realidad ya se encontraba declarada desde 2002.
El término «emergencia» fue utilizado por los expertos, funcionarios y periodistas sin aclarar el contenido que se le asigna al acto, y a veces asignándole sentidos diferentes. Estrictamente, el «estado de emergencia» es una situación jurídica de excepción mediante la cual el poder legislativo le concede poderes extraordinarios al poder ejecutivo, exceptuándolo de respetar ciertos derechos de los ciudadanos y procedimientos legales, con el fin de enfrentar un problema grave y extraordinario.
En la Argentina la emergencia está contemplada en el artículo 76 de la Constitución Nacional, como causal para que el Congreso Nacional delegue sus funciones en el Poder Ejecutivo Nacional. Por su parte, la Constitución de la Ciudad de Buenos Aires prohíbe absolutamente la delegación de funciones legislativas (art. 84) y la de la Provincia de Buenos Aires no las contempla.
Durante la pandemia algunas autoridades argentinas utilizaron también el término «emergencia» para referirse al acto de delegación de funciones de una autoridad pública a favor sus subordinados.
El 6 de julio el ministro de Salud de la Nación explicó en conferencia de prensa que "la emergencia sanitaria está decretada desde 2002" en el ámbito nacional, en ocasión de la grave crisis socioeconómica desatada entonces y que "es correcto" que las provincias que no cuentan con esa herramienta también lo hagan. Manzur se refirió así al hecho de que, en Argentina, el Poder Ejecutivo Nacional ya había decretado la emergencia sanitaria nacional por Decreto 486/2002, como una derivación de la decisión del Congreso Nacional de declarar "la emergencia pública en materia social, económica, administrativa, financiera y cambiaria" por Ley 25.561 del 6 de enero de 2002, prorrogada hasta el 31 de diciembre de 2009 por Ley Ley Nº 26.456.
El 30 de junio el Gobierno de la Provincia de Buenos Aires aprobó el Decreto 1040/09, estableciendo la emergencia sanitaria, "con específico alcance administrativo para la incorporación de recursos humanos". El 1 de julio el Jefe de Gobierno de la Ciudad de Buenos Aires decretó la emergencia sanitaria, con un alcance que consistió en autorizar a los directores de hospitales y otros funcionarios a realizar contrataciones "sin límite de monto ni de número" y otras medidas de disposición del personal. Por su parte, el Gobierno de Santa Fe dispuso la emergencia sanitaria el 2 de julio, mediante Ley 12.982 postergando las elecciones, y mediante decreto del gobernador del mismo día disponiendo la licencia hasta el 17 de julio da las empleadas de la provincia embarazadas y los empleados inmunodeprimidos.
Otras provincias y municipios también anunciaron que declaraban la emergencia sanitaria.

### Medidas de mitigación
El 1 de julio la Corte Suprema de Justicia de la Nación decidió adelantar el comienzo de la feria judicial de invierno al 6 de julio, originalmente prevista para el 20 de julio. Medidas similares tomaron las Cortes Supremas de algunas provincias y de la Ciudad de Buenos Aires.
El 2 de julio, Mauricio Macri, Jefe de Gobierno de la Ciudad de Buenos Aires, informó que según sus especialistas asesores no es necesario decretar el cierre de lugares de concentración pública. Macri también cuestionó a los medios de comunicación que difunden opiniones alarmantes o de especialistas que exponen criterios personales, sin debatirlos con los comités de emergencia. Finalmente, el Jefe de Gobierno se mostró preocupado por las manifestaciones de histeria colectiva, advirtiendo que "hay que parar con la locura del gel y los barbijos". En sentido contrario, varios municipios del Gran Buenos Aires, suspendieron las actividades públicas y deportivas, y en algunos casos también las actividades comerciales en cines, gastronomía y centros comerciales.
El mismo día la Legislatura de la Provincia de Santa Fe resolvió postergar para el 2 de agosto las elecciones primarias, previstas para el 5 de julio.

### Suspensión masiva de clases
El 26 de mayo, el ministro de Educación de la Nación, Juan Carlos Tedesco, informó que se estaba considerando la posibilidad de adelantar las vacaciones escolares de invierno, previstas para las últimas semanas de julio y las primeras de agosto. Algunos funcionarios provinciales manifestaron su desacuerdo con el adelantamiento de las vacaciones de invierno. El 27 de mayo, el director de Escuelas de la Provincia de Buenos Aires, Mario Oporto, negó que la Provincia fuera a adelantar las vacaciones de invierno porque "no hay que tomar medidas apresuradas", explicando que "si los alumnos están de vacaciones y dispersos es mucho más difícil encontrar los casos".
El día posterior a las elecciones legislativas, el 29 de junio, el Comité de Crisis, en reunión en la que participó la presidenta de la Nación, decidió adelantar y ampliar una semana el período de vacaciones de invierno, cerrando de ese modo las escuelas y colegios durante el mes de julio, en coincidencia con la llegada del invierno La provincia de Santa Fe fue la primera en tomar la decisión,
 siendo luego imitada por la mayoría de las provincias.
La suspensión masiva de clases fue interpretada como un adelantamiento de las vacaciones de invierno, adicionándose a las mismas entre una a tres semanas. El Ministro de Educación porteño, Mariano Narodowski, al anunciar la suspensión de las clases durante todo el mes de julio en la Capital, en conjunto con la Provincia, la calificó como una "decisión dura", pues no se recuerdan antecedentes de una suspensión tan larga en las escuelas en todo el siglo XX.
La suspensión implicó a los niveles de jardín maternal, primaria y secundaria, tanto de escuelas públicas como privadas, e incluso al nivel universitario, afectando a más de 11 millones de estudiantes. Las principales universidades públicas decidieron acompañar la medida, incluyendo a la Universidad de Buenos Aires, cuya facultades suspendieron las actividades durante 15 días.

### Asunción del nuevo Ministro de Salud

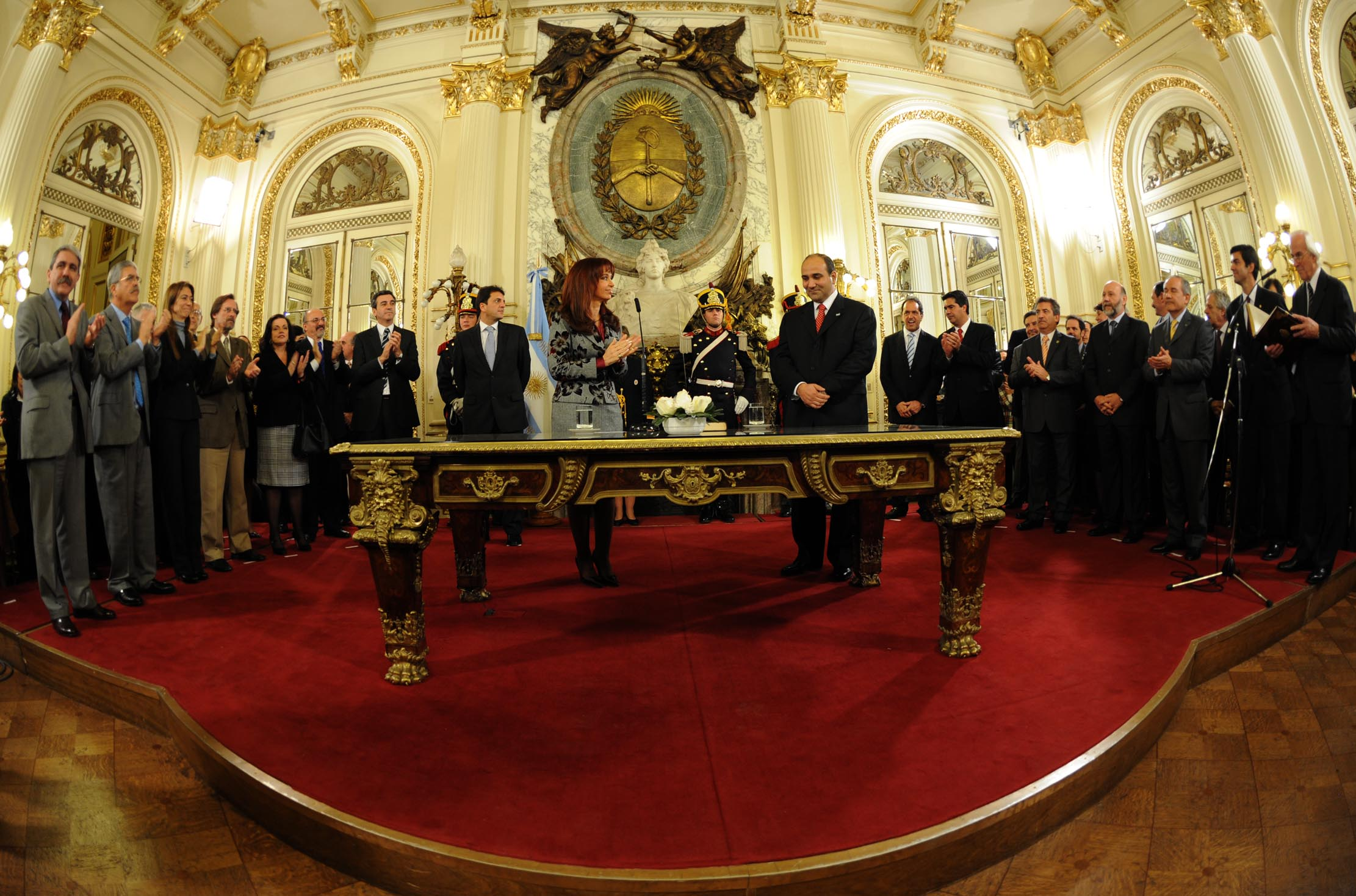
Acto de jura del nuevo Ministro de Salud, Juan Luis Manzur, 1 de julio de 2009.

El 1 de julio asumió como Ministro de Salud, el médico sanitarista Juan Luis Manzur. En su primera conferencia hizo énfasis en la conveniencia de suspender las clases a nivel nacional y en todos los niveles, por lo que la medida fue adoptada por las provincias que aún no lo habían hecho. También informó que la cantidad de fallecidos confirmados era de 44 personas, mientras que los habitantes enfermos de gripe, se estimaba en 100.000, de las cuales entre el 85% y el 90% corresponden al virus A H1N1. Manzur comentó también que la gripe común en la Argentina, produce la muerte de alrededor de 4000 personas al año. Al día siguiente se informaría que en la Ciudad de Buenos Aires existían 10 000 enfermos de gripe, de los cuales 8.000 lo eran de la gripe A, y que el 97% de los afectados sanaban sin necesidad de internación.

## Agravamiento en Rosario, meseta en Buenos Aires y estabilidad en el resto del país
A partir del lunes 6 de julio comenzaron a regir la mayoría de las medidas masivas de mitigación, principalmente el receso escolar masivo en la Ciudad de Buenos Aires y la Provincia de Buenos Aires. Las medidas redujeron notablemente las concentraciones comunitarias, afectando también a las actividades económicas que mostraron una fuerte retracción. Rosario pasó a ser la ciudad más afectada del país, mientras que la situación en el Área Metropolitana Buenos Aires (AMBA) pareció comenzar a amesetarse. Simultáneamente la epidemia se extendió por Uruguay con características similares a las presentadas en Argentina, registrándose 20 muertes hasta el 20 de julio, equivalente a una mortalidad de 0,58 cada 100.000 habitantes, casi un 50% más alta que en la Argentina para el mismo día (0,40).

### Rosario
El 1 de julio, en medio de informaciones contradictorias, la Provincia de Santa Fe anunció que en la Ciudad de Rosario se habían confirmado 5 muertes por el virus H1N1. La noticia llamó la atención porque convertía a la ciudad en el lugar de mayor mortalidad del país, con una tasa siete veces mayor que la registrada en Buenos Aires. Dos días antes el gobernador de la provincia, Hermes Binner, había declarado que no había razones para suspender las elecciones internas que iban a realizarse el domingo 5 de julio y que la epidemia no tenía “nada que ver con las gripes comunes que hemos tenido, que tienen una tasa de mortalidad mucho más alta”, pero al día siguiente (02/07/09) la Legislatura provincial suspendió la realización de las elecciones.
Las muertes en Rosario se elevaron a 19 el 7 de julio, y a 25 el 12 de julio, estimándose la cantidad de infectados en 18.000. Las cifras de muertes confirmadas representa una tasa de mortalidad de 2,5 cada 100.000 habitantes, considerablemente superior a la que presentaba al mismo tiempo la Ciudad de Buenos Aires (0,32) o el AMBA en su conjunto (0,46).
Ante la preocupación suscitada por los datos, la Viceministra de Salud de la Provincia, Débora Ferrandini, declaró que la letalidad del virus era baja y que no había razones para estar alarmados:

Estaría alarmadísima si tuviéramos menos casos y esta cantidad de muertos. Entonces sí tendríamos que pensar que el virus está mutando.
Viceministra de Salud de la Provincia de Santa Fe, Débora Ferrandini.

### Otras áreas de Santa Fe
El 13 de julio el Ministerio de Salud de la Provincia de Santa Fe confirmó la muerte de 5 personas en Reconquista una ciudad con unos 64.000 habitantes, a la que le corresponde entonces una tasa de mortalidad de 7,78 cada 100.000 habitantes, tasa más de veinte veces más alta que la correspondiente al promedio nacional de ese día.

### Área Metropolitana Buenos Aires (AMBA)
En el Área Metropolitana Buenos Aires (AMBA) la situación pareció comenzar a amesetarse a partir de la suspensión de las clases escolares.
El 13 de julio, el Jefe de Gobierno de la Ciudad de Buenos Aires, Mauricio Macri, informó que la situación estaba mejorando:

La situación está mejor hoy que hace 10 días: bajó el nivel de consultas y de internación. La situación está mejor hoy que hace un año cuando no teníamos la gripe A.
Mauricio Macri, Jefe de Gobierno de la Ciudad de Buenos Aires.

El Ministro de Salud de la Ciudad de Buenos Aires Jorge Lemos coincidió y sostuvo que "al igual que en la provincia de Buenos Aires, acá también bajaron las consultas médicas en un 35% o más... Hay que llevar tranquilidad a la población de que esto se está comportando como una gripe común".
Un panorama similar, de "estabilización" de la situación, presentó el ministro de Salud de la Provincia de Buenos Aires Claudio Zin, el 12 de julio, declarando que "tal como ocurre en el Conurbano, el número de casos se estabilizó en Mar del Plata", pero que "esto no significa que haya que relajar las medidas de prevención que se vienen llevando a cabo en toda la Provincia".

### Características de la epidemia
Datos de Rosario, la zona más afectada, permitieron realizar un análisis más detallado de las características epidemiológicas y demográficas de la epidemia, en muchos aspectos diferente de la gripe estacional.
Como ya se había detectado en otras partes y a diferencia de lo que sucede con la gripe estacional, solo un 2,3% de los casos corresponden a personas mayores de 65 años, mientras que el 40% correspondió a pacientes entre 13 y 30 años. Por otra parte, el centro de la ciudad que es el distrito de más alto nivel socioeconómico, fue el más afectado, concentrando el 34,6% de los casos. Finalmente el 27% de los afectados necesitó internación hospitalaria.
La Viceministra de Salud de la provincia de Santa Fe declaró que:

Si bien la letalidad del virus (muertes sobre el total de personas infectadas) es baja y en Santa Fe está dentro de la media internacional, la tasa de ataque es muy alta y eso la diferencia del resto de las gripes estacionales... Para hacer la progresión se estima que por cada persona infectada se contagian otras tres.
Débora Ferrandini, Viceministra de Salud de la provincia de Santa Fe

La funcionaria santafesina también cuestionó el escaso cumplimiento de las medidas preventivas por parte de los grupos sociales de mayor nivel económico:

Se puso de manifiesto la cultura más individual que ayudó a diseminar el virus: algunos no querían usar barbijos porque expresaban que los estigmatizaba y no querían dejar de ir al trabajo porque decían que debían «cuidar sus negocios»... Fue muy difícil aplicar una estrategia preventiva poblacional porque se trata de un sector acostumbrado al consumo de bienes individuales.
Débora Ferrandini, Viceministra de Salud de la provincia de Santa Fe

### Caracterización del genoma del virus
El 22 de julio, científicos del Instituto Malbrán completaron la secuencia del genoma de la cepa del virus presente en la Argentina, verificando que el mismo era básicamente el mismo que se presentó en Estados Unidos y México al comienzo de la pandemia, con muy pequeñas variantes.
Los científicos establecieron también que el virus presente en Argentina no es resistente al medicamento antiviral Oseltamivir y que por lo tanto es apto para combatir la infección.
El estudio fue dirigido por Elsa Baumeister, participando también en el mismo Ian Lipkin, del Centro de Inmunidad e Infecciones de la Universidad de Columbia de los Estados Unidos y Viviana Molina, directora del Instituto Nacional de Enfermedades Infecciosas (INEI-ANLIS) de Argentina, y contó con la cooperación de las empresas Quintiles y 454 Roche Life Sciences.

### Reclamo de Cristina Fernández sobre la vacuna y resolución del Mercosur
En la Cumbre del Mercosur realizada el 24 de julio, la presidenta de Argentina Cristina Fernández reclamó "una suerte de levantamiento o suspensión en materia de derecho de patente" de la vacuna contra la gripe A (H1N1), para poder atender a todas las personas afectadas por la pandemia a precios socialmente razonables, debido a que el laboratorio que tiene el monopolio de la patente no tiene la capacidad para producir de inmediato todas las vacunas que se necesitan. Fernández informó también que tanto la Argentina como Brasil estaban en condiciones de comenzar sin dilaciones a producir la vacuna contra el virus.
Ese mismo día los jefes de gobierno del Mercosur ampliado (Argentina, Bolivia, Brasil, Chile, Venezuela, Paraguay y Uruguay) aceptaron la propuesta argentina y emitieron una decisión, considerada inédita por la prensa, en la que exigieron la flexibilización de las reglas internacionales sobre patentes a fin de permitir la fabricación de la vacuna cuando un país afectado por la pandemia lo necesite. Textualmente la resolución aprobada por la Cumbre del Mercosur dice:

En caso de que se requiera, se deben activar los mecanismos relacionados con las flexibilidades contempladas por los Acuerdos sobre los Aspectos de Propiedad Intelectual y el Comercio (ADPIC).

### Ola polar y alerta de segundo pico
A partir del 22 de julio la Argentina fue afectada por una inhabitual ola de frío polar nevando en lugares en los que hacía 40 años que no nevaba. Para entonces, la Provincia de Buenos Aires había informado que las consultas hospitalarias habían bajado un 60%.
Las autoridades sanitarias informaron que la ola de frío tiene un efecto directo en la expansión del virus, ya que el cambio brusco de un ambiente templado a otro frío afecta las defensas e incrementa los contagios. Debido a ello alertaron a la población ante un inminente segundo pico de la pandemia.

## Descenso del contagio
Según datos oficiales actualizados al 26 de septiembre, la epidemia alcanzó su pico máximo en la semana epidemiológica 26 (28 de junio al 4 de julio), a partir de la cual los casos comenzaron a disminuir bruscamente con el fin del período invernal.
La circulación del virus continuó de manera generalizada en el país, pero con una intensidad leve. El 24 de enero de 2010 se notificó el último deceso confirmado para Influenza Pandémica (H1N1)

## Discusiones y cuestionamientos políticos
Durante la epidemia periodistas, políticos y expertos realizaron diversas críticas a las autoridades o entre sí, atribuyéndoles errores o conductas malintencionadas.
Algunas críticas estuvieron referidas a actos discriminatorios de las autoridades por razones políticas o sociales. En Santa Fe, varios intendentes justicialistas cuestionaron al Gobernador Hermes Binner, de extracción socialista, por desabastecimiento intencional de medicamentos antivirales de sus municipios. El oficialismo rechazó las críticas calificándolas de "electoralistas".
El periodista conservador-liberal Mariano Grondona cuestionó al Gobierno de la Ciudad de Buenos Aires, liderada por el empresario Mauricio Macri, de tendencia centroderechista, de tener una atención de primera y otra de segunda para los más necesitadas, poniendo como ejemplo a la Villa 31, donde la sala médica cierra a la una del mediodía.
En Tierra del Fuego, gobernada por la Coalición Cívica, la gobernadora Fabiana Ríos fue criticada por la gran cantidad de casos registrados en esa provincia. Observadores locales sostuvieron que la pandemia influyó decisivamente en la derrota electoral de la Coalición Cívica en Tierra del Fuego, la única provincia gobernada por esa confederación, donde quedó en quinto lugar.
El 9 de julio, la ONG Médicos del Mundo Argentina, delegación de la Red Internacional Médicos del Mundo, dio a conocer un informe titulado "Epidemia de gripe A H1H1-ETI-IRAS en Argentina: mitos y realidades en sistema de salud, información epidemiológica y determinantes socio-económicos" en el que descalifica con duros términos la acción de todos los ministerios de salud provinciales y de la Ciudad de Buenos Aires y del Estado nacional, frente a lo que denomina epidemia de gripe A H1H1, ETI (enfermedad tipo influenza) e IRAS (infecciones respiratorias agudas). En su informe, Médicos del Mundo Argentina pone énfasis en "el tipo de organización social y económica" de Argentina, caracterizado por "la desigualdad social y las condiciones de pobreza estructural", y la "flexibilización laboral, precariedad en el empleo" y "sobre-explotación en el Trabajo... que claramente se transforman en condiciones determinantes para el contagio del Gripe A H1N1". El trabajo acepta como válida la cifra de unos 100.000 afectados por la epidemia informada por el ministro de Salud de la Nación, pero cuestiona las cifras de muertos confirmados por el virus H1N1 dadas a conocer por las autoridades nacionales, provinciales y de la Ciudad de Buenos Aires (73 en ese momento), a las que considera objeto de "manipulación" y "minimización". La ONG propone en su lugar un cálculo aplicando una tasa de mortalidad de como mínimo 0,2% sobre los cien mil casos estimados, que da como resultado 200 muertos. Finalmente el documento propone declarar la emergencia sanitaria y realizar una reforma sanitaria para crear un sistema único de salud, accesible a todos, que priorice la "prevención y la promoción de la salud colectiva desde un enfoque intercultural con participación y control democrático popular".
Con respecto a la posición de Médicos del Mundo Argentina, Juan Carr, presidente de la ONG Red Solidaria, consideró que durante el curso de la pandemia no era un momento adecuado para realizar una crítica generalizada, sosteniendo también que a criterio de su organización, los poderes públicos estaban actuando de manera muy efectiva ante la pandemia, con buena coordinación entre sí y con la sociedad civil, estimando que "estas medidas van a salvar hasta 900 vidas".
También el ministro de Salud de la Provincia de Buenos Aires, Claudio Zin, cuestionó duramente a Médicos del Mundo Argentina, afirmando que es "gente que tiene ganas de aparecer en los diarios y que se empeña en hablar de medidas que se desconocen", para concluir que se sintió "avergonzado" ante la actitud de esa ONG.

### Epidemia en 2016
En el invierno de 2016 se dio un nuevo brote de la epidemia. El director de Epidemiología del Ministerio de Salud, Jorge San Juan, admitió que hubo 164 muertos por enfermedades tipo influenza. En tanto en la provincia de Buenos Aires se denunciaron grandes faltantes de vacunas en varios puntos, entre ellos Bahía Blanca. y escasez de vacunas en varios otros puntos del país. A raíz de ello la vicepresidenta de la Comisión de Salud presentó un pedido de informes sobre el impacto de la epidemia, dado que se trataba del «peor brote de gripe de los últimos cinco años». El Consejo Federal de Salud fue convocado mientras se desarrollaba el pico máximo de la epidemia.

## Epidemia de enfermedades respiratorias
La gripe A arribó al país a comienzos de la época invernal, lo que agravó la delicada situación sanitaria relacionada con las enfermedades invernales comunes, como la gripe común, la bronquiolitis, bronquitis y neumonías, en sostenido incremento interanual. A modo de ejemplo, en 2008 se habían duplicado los casos de gripe en chicos de Capital, mientras que en 2009 los casos de bronquiolotis se incrementaron en un 40%.
Entre las principales razones que explican estos incrementos, se encuentran, en primer lugar, el cambio climático. La reducción y práctica anulación de las estaciones intermedias (otoño y primavera), imposibilitan la adaptación a las temperaturas cada vez más bruscas de las estaciones centrales. Otra de las causas es el uso libre de los medicamentos, que favorece a desarrollar virus más resistentes.
La incidencia cada vez mayor de enfermedades respiratorias, junto al temor de la nueva cepa de virus, colaboraron al colapso del sistema de guardias, médicos a domicilio y médicos laborales, duplicó el ausentismo escolar, llegando al 45% en algunos establecimientos, y se triplicó en los trabajos, produciendo un fuerte impacto económico.
La asociación de estas enfermedades al virus de la nueva gripe fueron los causantes de cuadros graves, muchos de los cuales requirieron internación y culminaron en fallecimientos. La OMS también expresó su preocupación por la eventual mutación que pueda producirse entre el nuevo virus y los de enfermedades de transmisión común, agravando la situación pandémica.

## Transmisión de humano a cerdo
Como parte de las tareas de control epidemiológico que el Servicio Nacional de Sanidad y Calidad Agroalimentaria (Senasa) tiene en sus funciones, un equipo de técnicos agropecuarios identificó a mediados de junio, en una granja del norte de la Provincia de Buenos Aires, cerdos de crianza infectados con esta gripe. Si bien la posibilidad de que un ser humano transmita el virus de gripe A a un cerdo es mínima, este caso es el segundo registrado en el mundo, luego del primero en Alberta, Canadá. Los cerdos habrían sido infectados por dos empleados del establecimiento, que fueron a trabajar estando engripados. Los cerdos y la granja fueron aislados, y se analizó toda granja cercana en tres kilómetros, no habiendo otros casos. Sólo registraron una tasa de mortalidad del 1%, mientras que el resto se recuperó de los síntomas.